# 増岡博之
増岡 博之（ますおか ひろゆき、1923年2月3日 - 2011年7月24日）は、日本の政治家。自由民主党衆議院議員（8期）、厚相を歴任。元鉄鋼ビルディング代表取締役会長。

## 経歴
広島県呉市出身。増岡組創業者・増岡登作の次男。昭和23年（1948年）早稲田大学政治経済学部卒業。
昭和23年（1948年）増岡組に入り、取締役東京営業所長、昭和27年（1952年）専務。昭和34年（1959年）呉商工会議所会頭に選ばれる。
池田勇人元首相の地盤を継いで昭和42年（1967年）衆議院議員に初当選。以来通算8期。運輸政務次官、自民党交通部会長、衆院運輸委員長、大蔵委員長の他、議運委の理事、国対副委員長などを歴任し、昭和59年（1984年）第2次中曽根内閣の厚生大臣に就任。平成3年（1991年）、首相に就任した宮澤喜一は自派の増岡を党国会対策委員長に起用したが、増岡は国対の経験に乏しく野党とのパイプもなく、宮澤はPKO協力法案の成立と政治改革の実現を目指したがPKO協力法案は継続審議になり政治改革は進まなかった。宮澤は平成4年（1992年）1月、増岡の前任の国対委員長で野党の顔を立てながら押すときは押す手腕を評価していた梶山静六を復活させて、増岡は退任した。平成5年（1993年）の総選挙で落選し、政界を引退。平成6年（1994年）勲一等瑞宝章受章。平成23年（2011年）7月24日、肺炎のため広島県呉市の病院で死去。88歳。

## 人物像
昭和42年（1967年）の総選挙で自民党から当選した同期には山下元利・塩川正十郎・加藤六月・河野洋平・中尾栄一・藤波孝生・武藤嘉文・坂本三十次・塩谷一夫・山口敏夫・水野清などがいる。
趣味はスポーツ、洋画。宗教は真宗。広島県呉市在籍。

## 家族・親族

### 増岡家
（広島県呉市、東京都）
- 父・登作（増岡組、鉄鋼ビルディング各社長[3]）
- 母・ツマ（細田正兵衛六女[3]）
- 兄・哲雄（鉄鋼ビルディング社長）
- 弟

重昂（増岡組会長）
健治郎
正剛（増岡組社長）
同妻（元総理大臣鳩山一郎の孫娘、元日本輸出入銀行総裁古沢潤一の長女）
- 妻・得子（中国醸造社長白井市郎次女[3]）
- 長女（大昭和製紙の創業者斉藤知一郎の孫で政治家の斉藤斗志二（元防衛庁長官）の妻[8]）
- 次女（元三菱鉛筆会長・数原洋二の長男で三菱鉛筆社長・数原英一郎の妻[7]）
- 長男・真一（増岡組社長）